# Nautilus Pompilius (banda)
Nautilus Pompilius (del ruso: Наутилус Помпилиус) es una banda de rock ruso fundada en 1982 en Sverdlovsk (ahora Ekaterimburgo) por Vyacheslav Butusov (Вячеслав Бутусов) y Dimitry Umetsky 
(Дмитрий Умецкий).
Estuvo activa desde 1982 hasta 1997, periodo en el cual lanzaron diez álbumes de estudio y cuatro álbumes en directo. La banda fue una de las pioneras del post-punk y new wave soviético, emblema del "rock de los Urales" y asociada a la Perestroika, lo que la convierte en una de las bandas más influyentes de la historia del rock ruso. Tras la disolución del grupo, Vyacheslav Butusov (cantante, guitarrista y compositor de la banda) inició su carrera en solitario con éxito.

## Historia
La banda fue fundada en 1982 por Vyacheslav Butusov (cantante, guitarrista y compositor) y Dmitry Umetsky (bajista) en Sverdlovsk (actualmente Ekaterimburgo) mientras los dos estudiaban en el Instituto de Arquitectura (actualmente Academia Estatal de Arte y Arquitectura de los Urales). La banda, con diferentes idas y venidas en su formación, estuvo activa hasta 1997. La banda apareció en la película de 1997 Brat (Брат), en la que actuaron como ellos mismos y compusieron la banda sonora original de la película. La banda contrató al guitarrista inglés Bill Nelson para producir su álbum de 1997 Yablokitay (Яблокитай) en el que Nelson fue uno de los guitarristas.

## Discografía

### Álbumes de estudio
- 1983 — Переезд Pereyezd (Mudanza)
- 1985 — Невидимка Nevidimka (El Invisible)
- 1986 — Разлука Razluka (Separación)
- 1988 — Князь Тишины Knyaz' tishiny (El Príncipe del Silencio)
- 1991 — Родившийся в эту ночь Rodivshiysya v etu noch' (Nacido en la Noche)
- 1992 — Чужая Земля Chuzhaya zemlya (Tierras Extranjeras)
- 1994 —  Титаник Titanik (Titanic)
- 1994 — Наугад Naugad (Al Azar)
- 1995 — Человек без имени Chelovek bez imeni (Hombre sin Nombre)
- 1996 — Крылья Kryl'ya (Alas)
- 1997 — Яблокитай Yablokitay (Manzana China)
- 1997 — Атлантида Atlantida (Atlantis)